# Eremochlaena orana
Eremochlaena orana là một loài bướm đêm trong họ Noctuidae.